# Иванов, Сергей Николаевич (лингвист)
Серге́й Никола́евич Ивано́в (11 июня 1922, Петроград — 5 апреля 1999, Санкт-Петербург) — советский и российский лингвист-востоковед, поэт, переводчик. Доктор филологических наук (1970), заслуженный работник культуры Узбекской ССР (1968), заслуженный деятель науки Узбекской ССР (1981).

## Биография
Родился в семье военнослужащего.
Участник Великой Отечественной войны. Окончил Ленинградское артиллерийско-техническое училище. Награждён орденом Отечественной войны II степени (1985) и медалями.
Выпускник восточного факультета Ленинградского государственного университета им. А. А. Жданова.
В 1951—1956 — по направлению — преподаватель, заместитель директора Бухарского государственного педагогического института им. С. К. Орджоникидзе (Узбекистан).
В 1956—1961 — преподаватель, старший преподаватель, 1961—1972 — доцент, профессор, в 1972—1988 — заведующий кафедрой тюркской филологии Восточного факультета ЛГУ. В 1971 и 1979 удостоен премий ЛГУ.
Читал в ЛГУ курсы «Теоретическая грамматика турецкого языка», «Введение в тюркскую филологию», «Староузбекский язык», «Современный узбекский язык», «Поэтика классической тюркоязычной литературы», «Арабизмы в турецком языке», «Турецкие (старописьменные) тексты особой сложности» и др.
В январе 1958 года защитил диссертацию на соискание кандидата филологических наук («Синтаксические функции формы на -ган в современном узбекском литературном языке»). В 1970 году по совокупности научных трудов (и, в частности, за монографию «Родословное древо тюрок Абу-л-Гази-хана. Грамматический очерк») присуждена ученая степень доктора филологических наук.
С 1960 года С. Н. Ивановым опубликованы многочисленные переводы литературы с древних тюркских языков, азербайджанского, татарского, турецкого, туркменского, староузбекского (чагатайского), узбекского, персидского и таджикского языков, выполненные непосредственно с текста оригинала.
Член Союза писателей СССР (1972). В 1972—1992 — руководитель секции художественного перевода в Ленинградской (Санкт-Петербургской) писательской организации, В 1975—1985 годах С. Н. Иванов был председателем Ленинградского тюркологического семинара. С 1996 года — на пенсии.
В Санкт-Петербургском университете проводятся «Чтения памяти С. Н. Иванова».

## Отзывы
Переводческая деятельность С. Н. Иванова, как считают специалисты, не имела и не имеет себе равных ни в мировой тюркологии, ни в русской науке и культуре. Своей задачей как поэта-переводчика С. Н. Иванов считал воспроизведение средствами русского языка духа, формы и содержания восточной классической и новой поэзии — сложных образов и технических приемов, сравнений и игры слов. С. Н. Иванов был не просто переводчиком, но и истолкователем текста в единстве его поэтического содержания и поэтико-образных средств .

### Монографии
- Иванов С. Н. Очерки по синтаксису узбекского языка. (Форма на -ган и её произвольные). — Л.: Издательство ЛГУ, 1959;
- Иванов С. Н. Николай Федорович Катанов. Очерк жизни и деятельности. — М.- Л.: Издательство Академии наук СССР, 1962;
- Иванов С. Н. Родословное древо тюрок Абу-л-Гази-хана. Грамматический очерк. — Ташкент: Фан, 1969;
- Иванов С. Н. Николай Федорович Катанов (1862—1922). Очерк жизни и деятельности. — М.: Наука, 1973;
- Иванов С. Н. Путь ученого. Turcologica. К 80-летию Андрея Николаевича Кононова. — Л., 1986.

Учебные пособия:
- Иванов С. Н. Арабизмы в турецком языке: Учебное пособие. — Л.: Издательство Ленинградского университета, 1973;
- Иванов С. Н. Курс турецкой грамматики: Учебное пособие. В двух частях. — Л.: Издательство ЛГУ, 1975.

### Переводы
- В красе нетленной предстает: Узбекская классическая лирика XV—XX веков / Перевод со староузбекского и узбекского С. Н. Иванова. — М.: Наука, 1977;
- Тукай, Габдулла. Шурале. Поэма-сказка / Перевод с татарского С. Н. Иванова. — Казань: Татарское книжное издательство, 1989;
- Баласагуни, Юсуф. Благодатное знание / Перевод С. Н. Иванова. — Л.: Ленинградское отделение издательства «Советский писатель», 1990;
- Свиток столетий. Тюркская классическая поэзия XIII—XX вв. / Составление, предисловие, перевод С. Н. Иванова. — Л.: Издательство ЛГУ, 1991;
- Навои, Алишер. Язык птиц / Перевод С. Н. Иванова. — Санкт-Петербург: «Наука», 1993;
- Навои, Алишер. Избранное / Перевод и вступительное слово С. Н. Иванова. — СПб.: Издательство Санкт-Петербургского ун-та, 1996.